# Claus Tuchscherer
Claus Tuchscherer, né le 14 janvier 1955, est un ancien spécialiste allemand du combiné nordique.

## Biographie
Il termine cinquième à l'épreuve du individuel de Combiné nordique aux jeux Olympiques de 1976. Il profite de ces Jeux olympiques pour fuir la RDA.

## Dopage
Claus Tuchscherer faisait partie du programme de dopage organisé en Allemagne de l'Est (en).

## Palmarès

### Jeux olympiques
| Épreuve / Édition | Innsbruck 1976 |
| Individuel        | 5e             |